# Hryhorij Nemyrja
Hryhorij Mychailovyč Nemyrja (ukrajinsky Григорій Михайлович Немиря, * 5. duben 1960 Doněck, RSFSR, Sovětský svaz) je ukrajinský politik a veřejný činitel. V letech 2007–2010 působil jako místopředseda vlády Ukrajiny pro evropské záležitosti ve vládě Julije Tymošenkové. Od roku 2019 je poslancem ukrajinského parlamentu za stranu Baťkivščyna.